# Еротика (часопис)
Еротика са ознаком „часопис за културу и уметност љубави“ је југословенски магазин који је излазио од половине осамдесетих до почетка деведесетих .